# Kōchi-præfekturet
Kōchi-præfekturet (高知県 Kōchi-ken) er et præfektur i Japan.
Præfekturet ligger på den sydlige del af øen Shikoku. Det har 688.870 (2021) indbyggere og et areal på 7.104 km2
. Hovedbyen er byen Kōchi.